# Цверина, Антон
Антон Цверина (нем. Anton Zwerina, 7 июня 1900 — 19 мая 1973) — австрийский тяжелоатлет, призёр Олимпийских игр.
Антон Цверина родился в 1900 году. В 1924 году на Олимпийских играх в Париже завоевал серебряную медаль.